# Delta Blues Band
Delta Blues Band er et dansk Blues/rock Band, der i sin seneste optræden bestod af Troels Jensen (guitar/vokal), død juli 2020. Thomas Puggaard-Müller (guitar), Jørgen Lang (mundharpe), Knut Henriksen (bas) og Asmus Jensen (trommer).
Bandet blev grundlagt i 1968 af Troels Jensen og Thomas Puggaard-Müller, Søren Engel (bas) og Michael Puggaard-Müller (trommer). Bandet har løbende turneret op gennem 1970'erne. I 1980 -1983 havde de stor kommerciel succes som Delta Cross Band med guitaristen Billy Cross. Her med Preben Feddersen på trommer. Efter at Cross forlod bandet, har han af og til deltaget i mindre turneer. Michael Puggaard-Müller har i perioder spillet trommer i bandet. Delta Blues Band har gennem årene haft forskellige konstellationer, men har siden 1968 haft Troels Jensen som gennemgående medlem af orkesteret. 
Bandet fejrede sit 40 års jubilæum ved Copenhagen Blues Festival i 2008 og har siden da turneret ved flere lejligheder. Deres debut-LP, som blot bærer gruppens navn, blev i 2001 genudgivet på CD i Tyskland og i Danmark i 2010 og indgår ligeledes i boxsetttet Dansk Rock Historie 1965-1978, vol.II.  
Det seneste album “Stonewashed” blev udgivet den 26 september 2013.

## Diskografi
- Delta Blues Band (1969 Parlophone 6E 062 37038, E 062-37038, genudgivet på CD i 2010 af Universal UNI 275 255 6)
  - Endvidere udgivet i Tyskland på CD i 2001 som en del af compilationalbummet  Rare Blues & Beat From Denmark 1969-70 med bl.a. Gasolin', Gnags og Hurdy Gurdy.
- Sunnyland Slim's Blues Jam With Delta Blues Band (1976 Storyville SLP 245)
- 2200 (1977 Demos LP39)
- Delta Blues Band with Billy Cross (1979 Kong Pære KPLP 4)
- Rave On (som Delta Cross Band) (1979 Medley MdLP 6031, genudgivet på CD på EMI – 4972642)
- Up front (som Delta Cross Band) (1981 Medley MdLP 6065, tillige udsendt i Tyskland på Ariola 203 942)
- Astro Kid (som Delta Cross Band) (1982 Medley MdLP 6120)
- Slide (1984 Medley Records MdLP 6178)
- Tough Times (som Delta Cross Band) (1990 Medley MdLP 6366)
- Stonewashed (2013 Longlife records)